# Korns olikhet
Inom matematiken är Korns olikhet en olikhet gällande gradienten av ett vektorfält. Olikheten säger följande: låt Ω vara en öppen sammanhängande domän i Rn med n ≥ 2.  Låt H1(Ω) vara Sobolevrummet av alla vektorfält v = (v1, ..., vn) över Ω som tillsammans med sina svaga derivator är i Lebesguerummet L2(Ω).  Beteckna den partiella derivatan i förhållande till den i-te komponenten som ∂i och definiera normen över H1(Ω) som
{\displaystyle \|v\|_{H^{1}(\Omega )}:=\left(\int _{\Omega }\sum _{i=1}^{n}|v^{i}(x)|^{2}\,\mathrm {d} x+\int _{\Omega }\sum _{i,j=1}^{n}|\partial _{j}v^{i}(x)|^{2}\,\mathrm {d} x\right)^{1/2}.}
Då finns det en konstant C ≥ 0, känd som Kornkonstanten av Ω, så att för alla v ∈ H1(Ω) är
{\displaystyle \|v\|_{H^{1}(\Omega )}^{2}\leq C\int _{\Omega }\sum _{i,j=1}^{n}\left(|v^{i}(x)|^{2}+|(e_{ij}v)(x)|^{2}\right)\,\mathrm {d} x\quad (1)}
där e är den symmetriserade gradienten definierad som
{\displaystyle e_{ij}v={\frac {1}{2}}(\partial _{i}v^{j}+\partial _{j}v^{i}).}
Olikheten (1) är Korns olikhet.